# Ешиль, Самед
Саме́д Еши́ль (тур. Samed Yeşil; родился 25 мая 1994, Дюссельдорф, Германия) — немецкий футболист турецкого происхождения, нападающий.

## Карьера

### Клубная карьера
Самед является воспитанником Байер 04. 14 апреля 2012 года дебютировал за клуб, заменив на 81 минуте, Транквилло Барнетта в матче Чемпионата Германии по футболу 2011/12 против «Герты».
Ешиль был куплен «Ливерпулем» за, предположительно, 1 миллион фунтов 30 августа 2012 года после того, как привлёк внимание менеджера клуба, Брендана Роджерса.
Дебютом Ешиля в Ливерпуле стал матч команд U-21 против «Челси», завершившийся победой «красных» 4-1. Вскоре после этого, Самед был внесён в заявку главной команды на выездной матч группового этапа Лиги Европы против «Янг Бойз» в качестве игрока замены, но так и не вышел на поле. 26 сентября состоялся настоящий дебют нападающего за первую команду в матче третьего раунда Кубка Англии против «Вест Бромвича». Он также появился в матче четвёртого раунда против «Суонси Сити», в котором Ливерпуль уступил 1-3.
7 декабря 2012 года, вернувшись после травмы, Самед забил свой первый гол в футболке «Ливерпуля», выйдя на замену в матче против «Кристал Пэлас» «Вест Бромвич Альбион» U-21. Ешиль перебросил голкипера и установил счёт на табло 4-1 в пользу «Ливерпуля». В феврале того же года повредил переднюю крестообразную связку колена на матче за сборную Германии U-19. Из-за этой травмы пропустил остаток сезона.
7 октября 2013 года, Ешиль вышел на замену в матче U-21 и помог команде выиграть у «Тоттенхэма» со счётом 5-0 в матче. На тренировке его снова постигла страшная травма — разрыв передней крестообразной связки колена из-за которой форвард пропустил остаток сезона. Самед вернулся на поле 19 августа 2014 в матче U21 против «Сандерленда», выйдя на замену. 17 апреля 2015 года Самед Ешиль вышел на поле в матче команды U-21 против «Тоттенхэма» и оформил дубль. Матч завершился победой Ливерпуля со счётом 2-1.
10 июня 2016 года покинул клуб в связи с окончанием контракта.

### Международная карьера
Заигран за сборную Германии U-19, но имеет возможность выступать как за основную сборную Германии, так и за основную сборную Турции. Согласно турецким СМИ, Нури Шахин пытался убедить Ешиля сделать выбор в пользу сборной Турции.
Получил серебряную бутсу на Чемпионате мира до 17 лет в 2011 году, забив 6 голов на турнире, чем помог своей сборной занять третье место.